# 並酒
並酒（なみざけ）とは、平安時代から江戸時代にかけての日本酒の醸造において、掛け米（蒸米）、麹米ともに精米していない玄米を用いる製法で、また、その製法で造られる酒のことである。
諸白や片白からは格下の酒とみなされた。できあがりは玄米の色がつき、茶色もしくは黄金色の濁りがあり、今日の味醂（みりん）のようであったと考えられる。
しかし最下級の酒であったというわけではなく、この下には濁り酒や、どぶろくなどの自家製酒が位置づけられていた。